# Ulrich Stuhler
Ulrich Stuhler (* 1. Januar 1946 in Hützel) ist ein deutscher Mathematiker.

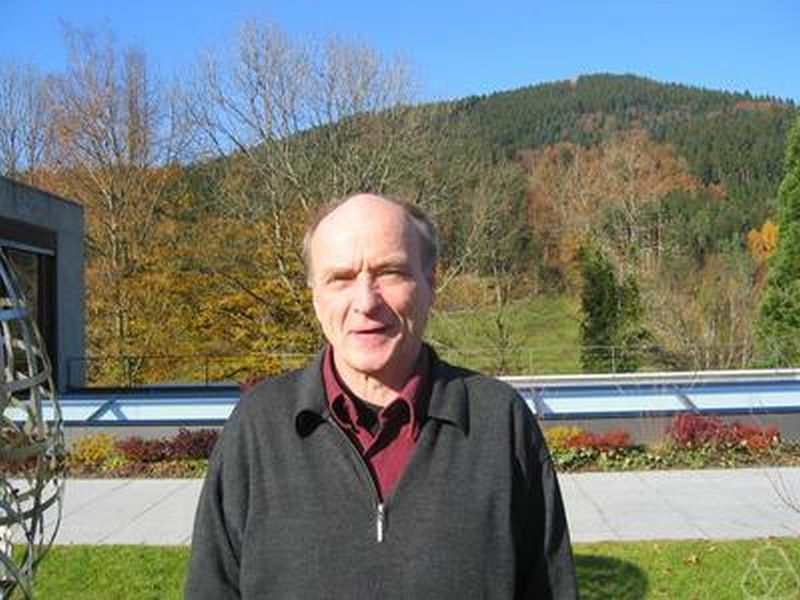
Ulrich Stuhler, Oberwolfach 2007

## Leben
Stuhler kam 1946 als Sohn eines Arztes zur Welt. Nach dem Besuch der Schulen in Soltau studierte er ab 1965 Mathematik in Frankfurt, bevor er im Folgejahr an die Universität Göttingen wechselte. Dort absolvierte er 1968 die Diplomprüfung. 1970 wurde er bei Martin Kneser in Göttingen promoviert (Konjugationsklassen unipotenter Elemente in einfachen algebraischen Gruppen vom Typ {\displaystyle B_{n},C_{n},D_{n}} und G2).
Ab 1980 war er Professor an der Gesamthochschule Wuppertal und ab Oktober 1993 Professor an der Universität Göttingen.
Stuhler befasst sich mit arithmetischer Geometrie, Kohomologie arithmetischer Gruppen, Drinfeld-Moduln, Darstellungstheorie p-adischer Gruppen und p-adischer Uniformisierung (wobei er teilweise mit Peter Schneider zusammenarbeitete).
1992 bewies er mit Gérard Laumon und Michael Rapoport die Langlands-Vermutungen im lokalen Fall für Funktionenkörper (Inventiones Mathematicae 1993).